# Treppo Ligosullo
Treppo Ligosullo é uma comuna italiana da região do Friuli-Venezia Giulia, província de Udine, com cerca de 710 habitantes. Estende-se por uma área de 35,59 km², tendo uma densidade populacional de 32,6 hab/km². Faz fronteira com Paluzza, Paularo, Treppo Carnico.